# Karel VIII van Frankrijk

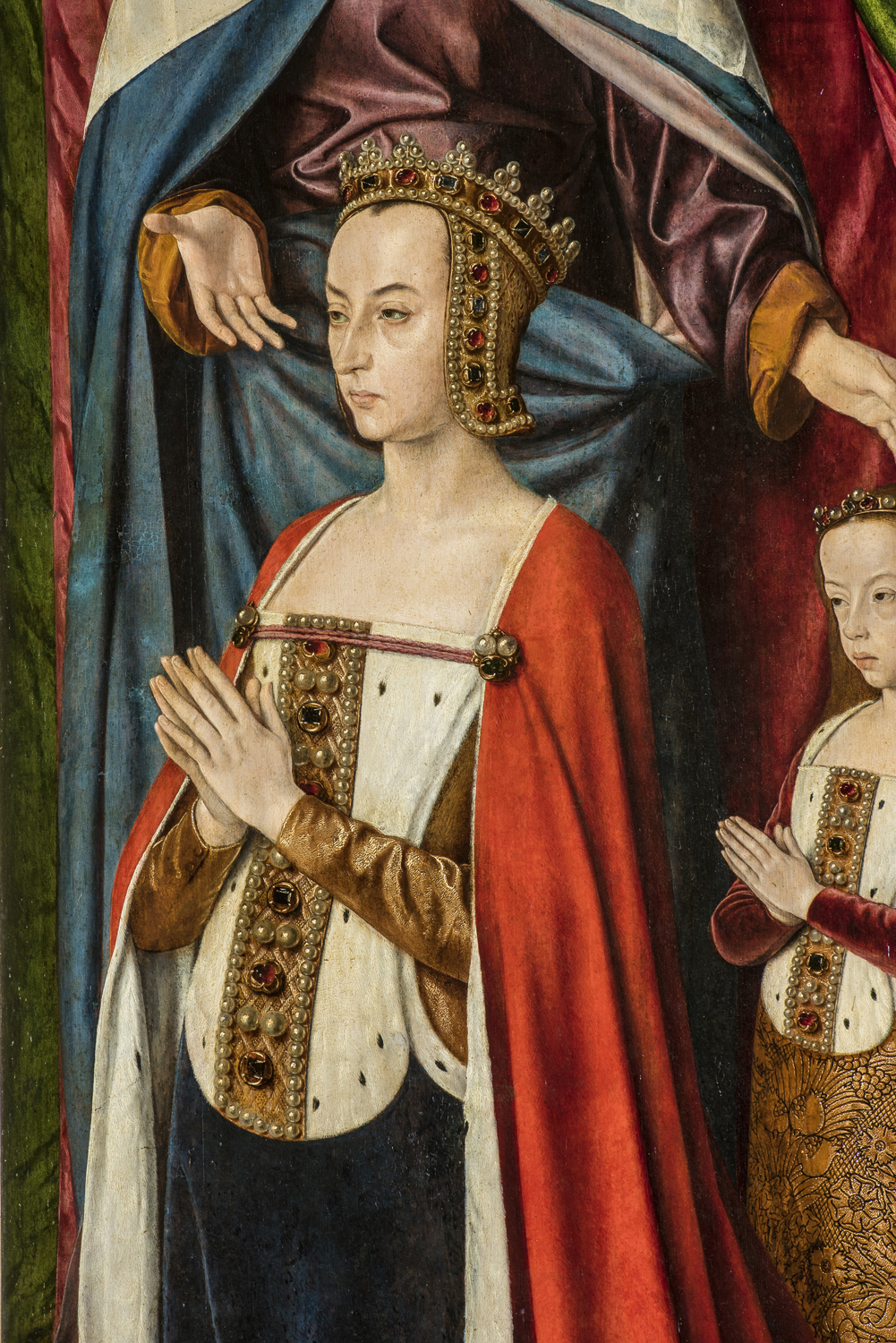
Anna van Beaujeu, regentes tijdens Karels minderjarighedi

Karel VIII (Amboise, 30 juni 1470 – aldaar, 7 april 1498) was koning van Frankrijk van 1483 tot aan zijn dood op 28-jarige leeftijd.
Hij was de tweede zoon van de beruchte Lodewijk XI, die hem totaal negeerde en zijn opvoeding verwaarloosde. Toen zijn vader overleed, was Karel nog geen 14 jaar oud en kon hij lezen noch schrijven. Op zijn sterfbed stelde Lodewijk XI zijn oudste dochter Anna van Beaujeu aan tot voogd over haar broer, tot deze zelfstandig zou kunnen regeren. De jonge prins werd als Karel VIII gekroond te Reims op 14 mei 1484 en Anna van Beaujeu had onmiddellijk af te rekenen met het verzet van haar zwager Lodewijk van Orléans, de echtgenoot van haar zuster Johanna. Deze aanvaardde niet dat de voogdijschap over de kroonprins aan een vrouw werd toevertrouwd. De vete eindigde met de nederlaag en gevangenneming van Lodewijk van Orléans.

Na achtereenvolgende verlovingen met Maria van Bourgondië (1477), dochter van Karel de Stoute, en met Maria's dochter Margaretha van Oostenrijk (1483), werd uiteindelijk tot een huwelijk besloten tussen Karel VIII en de hertogin Anna van Bretagne, de enige erfgename van dit vorstendom. Door de afspraken gemaakt voorafgaand aan het huwelijk, dat op 6 december 1491 plaatsvond, werd het hertogdom Bretagne deel van het Franse koninkrijk. Vanaf dit moment begon Karel ook zelfstandig te regeren. Een van zijn eerste autonome beslissingen was de vrijlating van zijn zwager Lodewijk van Orléans, die sindsdien zijn loyale dienaar is gebleven en hem ook zou opvolgen.
Tijdens zijn regeerperiode gingen Artesië (Artois), Franche-Comté en Roussillon voor hem verloren. Hij besteedde zijn energie in hoofdzaak aan de machtsstrijd in Italië, aanvankelijk met een grote militaire expeditie in 1494, die leidde tot de verovering en inlijving van het koninkrijk Napels in februari 1495 onder zijn macht. Wat door zijn vijanden als militair en politiek kunststuk werd gezien. Hierop werd een monsterverbond gesloten tussen de andere grootmachten, bekend geworden als de Liga van Venetië. Deze overmacht dwong hem af te zien van zijn aanspraken op de Napolitaanse kroon, hij moest zijn legers terugtrekken achter de Alpen. 
Karel VIII overleed jong te Amboise, toen hij de avond voor Palmzondag met zijn vrouw naar de kaatsbaan buiten het kasteel ging. Hij stootte zijn hoofd tegen een deuropening in het kasteel van Amboise; voelde zich daarna misselijk en stierf een paar uur later op dezelfde plaats. Omdat drie van zijn zes kinderen vroeg stierven (drie werden dood geboren), ging de Franse kroon van rechtswege over naar de afstammelingen van Lodewijk I van Orléans, broer van Karels overgrootvader Karel VI. Zijn zwager (en verre neef) volgde hem op als Lodewijk XII, en trouwde ook met zijn weduwe Anna van Bretagne.

## Italiaanse Oorlog

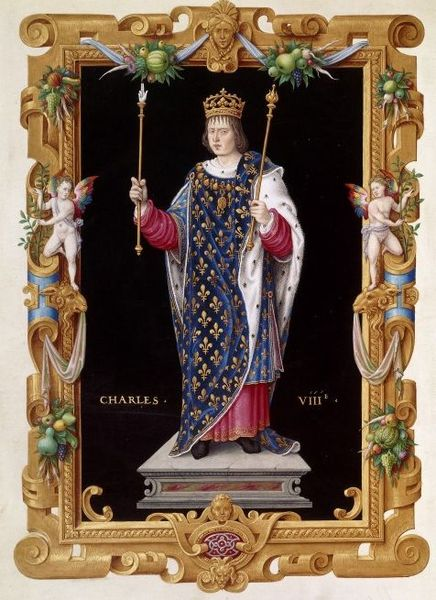
Karel VIII

Om Frankrijk te beschermen tegen invasies, sloot Karel verdragen met Oostenrijk en Engeland, om zo hun neutraliteit te kopen waarbij grote concessies werden gedaan. Hij legde zich erop toe om Frankrijk van een groot leger te voorzien, met daarbij ondersteuning van grote infanteriegeschutten.
In 1489 bood paus Innocentius VIII, die toen een geschil had met Ferdinand I van Napels, hem het koninkrijk Napels aan. Dit omdat Karel VIII een claim had op het koninkrijk door middel van zijn grootmoeder Maria van Anjou. In 1494 werd Ludovico Sforza, hertog van Milaan bedreigd door Ferdinands opvolger Alfons II van Napels en drong bij Karel aan om Napels in te nemen. Ook drong zijn favoriete hoveling Etienne de Vesc erop aan om een invasie te beginnen. Dit alles overtuigde Karel er van om echt een krijgstocht te beginnen naar Napels.
Karel viel Italië binnen met ca. 25.000 krijgslieden (inclusief 8.000 Zwitserse huurlingen) in 1494 en marcheerde via de Alpen richting Napels, dat bereikt werd op 22 februari 1495. Het Franse leger plunderde Florence tijdens de tocht en nam Napels in zonder gevecht of belegering. Alfons II was gevlucht en Karel VIII kroonde zich tot koning van Napels.
Er waren er in de republiek Florence die de aanwezigheid van de Franse koning konden waarderen. De beroemde frater Savonarola geloofde dat koning Karel VIII een teken van God was om de corruptie in Florence tegen te gaan. Hij geloofde dat wanneer Karel alle kwade zondaars zou verdrijven uit Florence dat de stad dan het centrum van moraal zou worden. En dus bij uitstek de plek zou zijn om de kerk te hervormen. Deze situatie zou weer overslaan in een ander conflict met paus Alexander VI, die het idee niet kon verdragen dat deze Franse koning zich in Italië bevond en dat ook nog deze Savonarola naar de gunsten van de koning dong. Dit conflict leidde ertoe dat Savonarola werd beschuldigd van ketterij en werd geëxecuteerd door de Pauselijke Staat.
De snelheid, behendigheid en sterkte van de Franse krijgsmacht dwong bij de Italiaanse heersers groot respect af, ze maakten zich zorgen over hun eigen toekomst, inclusief de paus en Ludovico Sforza, hertog van Milaan. Ze vormden een zware anti-Franse coalitie, genaamd het Venetiaans verbond, bestaand uit:  Ferdinand van Aragón, Maximiliaan van Oostenrijk, paus Alexander VI, de stadstaten Milaan en Venetië en in 1496 ook Engeland. Zij vormden een leger dat onder het bevel van de condottiero Francesco II Gonzaga kwam te staan.
Karel trok met zijn leger naar Lombardije in het noorden, zodat hij niet vast kwam te zitten. Op 6 juli 1495 vond de Slag bij Fornovo plaats tussen beide legers. Hier versloeg het verbond de Franse koning. Zijn troepen hadden geen grote verliezen geleden, maar hij raakte de buit, het koninkrijk Napels, deels kwijt. Karel keerde terug naar Frankrijk en de hoge kosten van de oorlog zorgden ervoor dat hij voor zijn dood niet opnieuw een veldtocht naar Italië kon maken. Zijn garnizoen dat achtergebleven was in Napels werd al snel afgezet door Aragonese troepen, bondgenoten van Alfons II.

## Franse renaissance
De militaire strijd liep voor Karel negatief, maar hij nam wel alle indrukken mee van de vele kunstzinnig uitingen die hij in Italië had gezien, Ludovico Sforza was bijvoorbeeld mecenas van Leonardo da Vinci. Karel verbreidde de ideeën van de renaissance in Frankrijk. Hij nodigde Leonardo uit naar zijn residentie in Amboise, waar de kunstenaar Clos Lucé woonde en overleed. Hij liet op het koninklijke grondstuk het kasteel Gaillard bouwen, naar voorbeeld van de statige villa's die hij zag in Napels, dat een laboratorium voor renaissancekunst werd.
In de jaren erna probeerde Karel zijn leger opnieuw op te bouwen en terug te keren met een nieuwe campagne, maar door zijn grote schulden opgelopen in 1494-95 en zijn vroege dood, kon hij dit niet realiseren.
Kort na zijn dood, op 5 augustus 1498, werd tussen Frankrijk en Spanje het Verdrag van Marcoussis gesloten dat een einde maakte aan de Italiaanse Oorlog. Napels werd hierbij verdeeld tussen Frankrijk en Spanje. 

## Kwartierstaat (voorouders)
| Karel VI van Frankrijk (1368-1422) | Karel VI van Frankrijk (1368-1422) | Karel VI van Frankrijk (1368-1422) | Karel VI van Frankrijk (1368-1422) | Karel VI van Frankrijk (1368-1422)  | Karel VI van Frankrijk (1368-1422)  | Isabella van Beieren (1371-1435)    | Isabella van Beieren (1371-1435)    | Isabella van Beieren (1371-1435)    | Isabella van Beieren (1371-1435)    | Isabella van Beieren (1371-1435)      | Isabella van Beieren (1371-1435)      |                                       |                                       | Lodewijk II van Anjou (1377-1417)     | Lodewijk II van Anjou (1377-1417)     | Lodewijk II van Anjou (1377-1417) | Lodewijk II van Anjou (1377-1417) | Lodewijk II van Anjou (1377-1417) | Lodewijk II van Anjou (1377-1417) | Yolande van Aragón (1381-1442) | Yolande van Aragón (1381-1442) | Yolande van Aragón (1381-1442) | Yolande van Aragón (1381-1442) | Yolande van Aragón (1381-1442) | Yolande van Aragón (1381-1442) |  |  | Amadeus VIII van Savoye (1383-1451)  | Amadeus VIII van Savoye (1383-1451)  | Amadeus VIII van Savoye (1383-1451)  | Amadeus VIII van Savoye (1383-1451)  | Amadeus VIII van Savoye (1383-1451)  | Amadeus VIII van Savoye (1383-1451)  | Maria van Bourgondië (1386-1422) | Maria van Bourgondië (1386-1422) | Maria van Bourgondië (1386-1422)                     | Maria van Bourgondië (1386-1422)                     | Maria van Bourgondië (1386-1422)                     | Maria van Bourgondië (1386-1422)                     |                                                      |                                                      | Janus van Cyprus (1375-1432)     | Janus van Cyprus (1375-1432)     | Janus van Cyprus (1375-1432)  | Janus van Cyprus (1375-1432)  | Janus van Cyprus (1375-1432)  | Janus van Cyprus (1375-1432)  | Charlotte van Bourbon (1388-1422) | Charlotte van Bourbon (1388-1422) | Charlotte van Bourbon (1388-1422) | Charlotte van Bourbon (1388-1422) | Charlotte van Bourbon (1388-1422) | Charlotte van Bourbon (1388-1422) |  |  |  |  |  |  |  |  |  |  |  |  |  |  |  |  |  |  |  |  |  |  |  |  |  |  |  |  |  |  |  |  |  |  |  |  |  |  |  |  |  |  |  |  |  |  |  |  |
| Karel VI van Frankrijk (1368-1422) | Karel VI van Frankrijk (1368-1422) | Karel VI van Frankrijk (1368-1422) | Karel VI van Frankrijk (1368-1422) | Karel VI van Frankrijk (1368-1422)  | Karel VI van Frankrijk (1368-1422)  | Isabella van Beieren (1371-1435)    | Isabella van Beieren (1371-1435)    | Isabella van Beieren (1371-1435)    | Isabella van Beieren (1371-1435)    | Isabella van Beieren (1371-1435)      | Isabella van Beieren (1371-1435)      |                                       |                                       | Lodewijk II van Anjou (1377-1417)     | Lodewijk II van Anjou (1377-1417)     | Lodewijk II van Anjou (1377-1417) | Lodewijk II van Anjou (1377-1417) | Lodewijk II van Anjou (1377-1417) | Lodewijk II van Anjou (1377-1417) | Yolande van Aragón (1381-1442) | Yolande van Aragón (1381-1442) | Yolande van Aragón (1381-1442) | Yolande van Aragón (1381-1442) | Yolande van Aragón (1381-1442) | Yolande van Aragón (1381-1442) |  |  | Amadeus VIII van Savoye (1383-1451)  | Amadeus VIII van Savoye (1383-1451)  | Amadeus VIII van Savoye (1383-1451)  | Amadeus VIII van Savoye (1383-1451)  | Amadeus VIII van Savoye (1383-1451)  | Amadeus VIII van Savoye (1383-1451)  | Maria van Bourgondië (1386-1422) | Maria van Bourgondië (1386-1422) | Maria van Bourgondië (1386-1422)                     | Maria van Bourgondië (1386-1422)                     | Maria van Bourgondië (1386-1422)                     | Maria van Bourgondië (1386-1422)                     |                                                      |                                                      | Janus van Cyprus (1375-1432)     | Janus van Cyprus (1375-1432)     | Janus van Cyprus (1375-1432)  | Janus van Cyprus (1375-1432)  | Janus van Cyprus (1375-1432)  | Janus van Cyprus (1375-1432)  | Charlotte van Bourbon (1388-1422) | Charlotte van Bourbon (1388-1422) | Charlotte van Bourbon (1388-1422) | Charlotte van Bourbon (1388-1422) | Charlotte van Bourbon (1388-1422) | Charlotte van Bourbon (1388-1422) |  |  |  |  |  |  |  |  |  |  |  |  |  |  |  |  |  |  |  |  |  |  |  |  |  |  |  |  |  |  |  |  |  |  |  |  |  |  |  |  |  |  |  |  |  |  |  |  |
|                                    |                                    |                                    |                                    |                                     |                                     |                                     |                                     |                                     |                                     |                                       |                                       |                                       |                                       |                                       |                                       |                                   |                                   |                                   |                                   |                                |                                |                                |                                |                                |                                |  |  |                                      |                                      |                                      |                                      |                                      |                                      |                                  |                                  |                                                      |                                                      |                                                      |                                                      |                                                      |                                                      |                                  |                                  |                               |                               |                               |                               |                                   |                                   |                                   |                                   |                                   |                                   |  |  |  |  |  |  |  |  |  |  |  |  |  |  |  |  |  |  |  |  |  |  |  |  |  |  |  |  |  |  |  |  |  |  |  |  |  |  |  |  |  |  |  |  |  |  |  |  |
|                                    |                                    |                                    |                                    | Karel VII van Frankrijk (1403-1461) | Karel VII van Frankrijk (1403-1461) | Karel VII van Frankrijk (1403-1461) | Karel VII van Frankrijk (1403-1461) | Karel VII van Frankrijk (1403-1461) | Karel VII van Frankrijk (1403-1461) |                                       |                                       |                                       |                                       |                                       |                                       | Maria van Anjou (1404-1463)       | Maria van Anjou (1404-1463)       | Maria van Anjou (1404-1463)       | Maria van Anjou (1404-1463)       | Maria van Anjou (1404-1463)    | Maria van Anjou (1404-1463)    |                                |                                |                                |                                |  |  |                                      |                                      |                                      |                                      | Lodewijk van Savoye (1413-1465)      | Lodewijk van Savoye (1413-1465)      | Lodewijk van Savoye (1413-1465)  | Lodewijk van Savoye (1413-1465)  | Lodewijk van Savoye (1413-1465)                      | Lodewijk van Savoye (1413-1465)                      |                                                      |                                                      |                                                      |                                                      |                                  |                                  | Anna van Lusignan (1419–1462) | Anna van Lusignan (1419–1462) | Anna van Lusignan (1419–1462) | Anna van Lusignan (1419–1462) | Anna van Lusignan (1419–1462)     | Anna van Lusignan (1419–1462)     |                                   |                                   |                                   |                                   |  |  |  |  |  |  |  |  |  |  |  |  |  |  |  |  |  |  |  |  |  |  |  |  |  |  |  |  |  |  |  |  |  |  |  |  |  |  |  |  |  |  |  |  |  |  |  |  |
|                                    |                                    |                                    |                                    | Karel VII van Frankrijk (1403-1461) | Karel VII van Frankrijk (1403-1461) | Karel VII van Frankrijk (1403-1461) | Karel VII van Frankrijk (1403-1461) | Karel VII van Frankrijk (1403-1461) | Karel VII van Frankrijk (1403-1461) |                                       |                                       |                                       |                                       |                                       |                                       | Maria van Anjou (1404-1463)       | Maria van Anjou (1404-1463)       | Maria van Anjou (1404-1463)       | Maria van Anjou (1404-1463)       | Maria van Anjou (1404-1463)    | Maria van Anjou (1404-1463)    |                                |                                |                                |                                |  |  |                                      |                                      |                                      |                                      | Lodewijk van Savoye (1413-1465)      | Lodewijk van Savoye (1413-1465)      | Lodewijk van Savoye (1413-1465)  | Lodewijk van Savoye (1413-1465)  | Lodewijk van Savoye (1413-1465)                      | Lodewijk van Savoye (1413-1465)                      |                                                      |                                                      |                                                      |                                                      |                                  |                                  | Anna van Lusignan (1419–1462) | Anna van Lusignan (1419–1462) | Anna van Lusignan (1419–1462) | Anna van Lusignan (1419–1462) | Anna van Lusignan (1419–1462)     | Anna van Lusignan (1419–1462)     |                                   |                                   |                                   |                                   |  |  |  |  |  |  |  |  |  |  |  |  |  |  |  |  |  |  |  |  |  |  |  |  |  |  |  |  |  |  |  |  |  |  |  |  |  |  |  |  |  |  |  |  |  |  |  |  |
|                                    |                                    |                                    |                                    |                                     |                                     |                                     |                                     |                                     |                                     | Lodewijk XI van Frankrijk (1423-1483) | Lodewijk XI van Frankrijk (1423-1483) | Lodewijk XI van Frankrijk (1423-1483) | Lodewijk XI van Frankrijk (1423-1483) | Lodewijk XI van Frankrijk (1423-1483) | Lodewijk XI van Frankrijk (1423-1483) |                                   |                                   |                                   |                                   |                                |                                |                                |                                |                                |                                |  |  |                                      |                                      |                                      |                                      |                                      |                                      |                                  |                                  |                                                      |                                                      | Charlotte van Savoye (1441-1483)                     | Charlotte van Savoye (1441-1483)                     | Charlotte van Savoye (1441-1483)                     | Charlotte van Savoye (1441-1483)                     | Charlotte van Savoye (1441-1483) | Charlotte van Savoye (1441-1483) |                               |                               |                               |                               |                                   |                                   |                                   |                                   |                                   |                                   |  |  |  |  |  |  |  |  |  |  |  |  |  |  |  |  |  |  |  |  |  |  |  |  |  |  |  |  |  |  |  |  |  |  |  |  |  |  |  |  |  |  |  |  |  |  |  |  |
|                                    |                                    |                                    |                                    |                                     |                                     |                                     |                                     |                                     |                                     | Lodewijk XI van Frankrijk (1423-1483) | Lodewijk XI van Frankrijk (1423-1483) | Lodewijk XI van Frankrijk (1423-1483) | Lodewijk XI van Frankrijk (1423-1483) | Lodewijk XI van Frankrijk (1423-1483) | Lodewijk XI van Frankrijk (1423-1483) |                                   |                                   |                                   |                                   |                                |                                |                                |                                |                                |                                |  |  |                                      |                                      |                                      |                                      |                                      |                                      |                                  |                                  |                                                      |                                                      | Charlotte van Savoye (1441-1483)                     | Charlotte van Savoye (1441-1483)                     | Charlotte van Savoye (1441-1483)                     | Charlotte van Savoye (1441-1483)                     | Charlotte van Savoye (1441-1483) | Charlotte van Savoye (1441-1483) |                               |                               |                               |                               |                                   |                                   |                                   |                                   |                                   |                                   |  |  |  |  |  |  |  |  |  |  |  |  |  |  |  |  |  |  |  |  |  |  |  |  |  |  |  |  |  |  |  |  |  |  |  |  |  |  |  |  |  |  |  |  |  |  |  |  |
|                                    |                                    |                                    |                                    |                                     |                                     |                                     |                                     |                                     |                                     |                                       |                                       |                                       |                                       |                                       |                                       |                                   |                                   |                                   |                                   |                                |                                |                                |                                |                                |                                |  |  |                                      |                                      |                                      |                                      |                                      |                                      |                                  |                                  |                                                      |                                                      |                                                      |                                                      |                                                      |                                                      |                                  |                                  |                               |                               |                               |                               |                                   |                                   |                                   |                                   |                                   |                                   |  |  |  |  |  |  |  |  |  |  |  |  |  |  |  |  |  |  |  |  |  |  |  |  |  |  |  |  |  |  |  |  |  |  |  |  |  |  |  |  |  |  |  |  |  |  |  |  |
|                                    |                                    |                                    |                                    |                                     |                                     |                                     |                                     |                                     |                                     |                                       |                                       |                                       |                                       |                                       |                                       |                                   |                                   |                                   |                                   |                                |                                |                                |                                |                                |                                |  |  |                                      |                                      |                                      |                                      |                                      |                                      |                                  |                                  |                                                      |                                                      |                                                      |                                                      |                                                      |                                                      |                                  |                                  |                               |                               |                               |                               |                                   |                                   |                                   |                                   |                                   |                                   |  |  |  |  |  |  |  |  |  |  |  |  |  |  |  |  |  |  |  |  |  |  |  |  |  |  |  |  |  |  |  |  |  |  |  |  |  |  |  |  |  |  |  |  |  |  |  |  |
|                                    |                                    |                                    |                                    |                                     |                                     |                                     |                                     |                                     |                                     |                                       |                                       | Anna van Beaujeu (1461-1522)          | Anna van Beaujeu (1461-1522)          | Anna van Beaujeu (1461-1522)          | Anna van Beaujeu (1461-1522)          | Anna van Beaujeu (1461-1522)      | Anna van Beaujeu (1461-1522)      |                                   |                                   | Johanna van Valois (1464-1505) | Johanna van Valois (1464-1505) | Johanna van Valois (1464-1505) | Johanna van Valois (1464-1505) | Johanna van Valois (1464-1505) | Johanna van Valois (1464-1505) |  |  | Karel VIII van Frankrijk (1470-1498) | Karel VIII van Frankrijk (1470-1498) | Karel VIII van Frankrijk (1470-1498) | Karel VIII van Frankrijk (1470-1498) | Karel VIII van Frankrijk (1470-1498) | Karel VIII van Frankrijk (1470-1498) |                                  |                                  | ...& 4 jong overleden broers en 1 jong overleden zus | ...& 4 jong overleden broers en 1 jong overleden zus | ...& 4 jong overleden broers en 1 jong overleden zus | ...& 4 jong overleden broers en 1 jong overleden zus | ...& 4 jong overleden broers en 1 jong overleden zus | ...& 4 jong overleden broers en 1 jong overleden zus |                                  |                                  |                               |                               |                               |                               |                                   |                                   |                                   |                                   |                                   |                                   |  |  |  |  |  |  |  |  |  |  |  |  |  |  |  |  |  |  |  |  |  |  |  |  |  |  |  |  |  |  |  |  |  |  |  |  |  |  |  |  |  |  |  |  |  |  |  |  |